# Ostravská univerzita
Ostravská univerzita je veřejná vysoká škola sídlící v Ostravě, založena byla roku 1991. Skládá se z šesti fakult, dvou institutů a jednoho ústavu. Poskytuje kompletní vysokoškolské vzdělání studentům v bakalářských, magisterských, navazujících magisterských a doktorských studijních programech. Univerzita nabízí vzdělání ve všech formách, tedy v prezenční, distanční i kombinované formě studia.

## Historie
V roce 1953 byla v Opavě otevřena Vyšší pedagogická škola, která vzdělávala učitele pro 2. stupeň základních škol. Její činnost převzal v roce 1959 zřízený Pedagogický institut, jehož sídlem se stala Ostrava. Roku 1964 získal tento institut statut samostatné Pedagogické fakulty v Ostravě, která během čtyřletého studia vyučovala budoucí učitele pro 1. i 2. stupeň základních škol. O něco později fakulta zavedla také pětileté studium učitelů pro školy tzv. 3. stupně. Samostatná univerzita byla z této fakulty založena 28. září 1991 pod názvem „Ostravská univerzita“, pak se ale začal uvádět i dodatek „v Ostravě“. Prvním rektorem byl prof. PhDr. Jaroslav Hubáček, CSc. (1991–1995).
V lednu 2012 začala připravovat sloučení s Vysokou školou báňskou – Technickou univerzitou Ostrava se záměrem stát se třetí největší univerzitou v zemi a dosáhnout statutu „výzkumné univerzity“. Sloučení mělo být dokončeno do roku 2015, název nové vysoké školy měl být určen později. VŠB-TUO ale nakonec sloučení odmítla a podpořila pouze užší vzájemnou spolupráci.
Vysokoškolský zákon byl v roce 2016 novelizován tak, že název školy od září téhož roku zní pouze „Ostravská univerzita“, bez dodatku označující její sídlo.

## Fakulty a ústavy

### Fakulta sociálních studií
Fakulta byla založena 1. dubna 2008. Cílem Fakulty sociálních studií je šířit a vytvářet vědění, tedy vzdělávat a zkoumat, v sociálně vědních a zdravotně sociálních oborech. Jedná se o sociálně vědní obory, které se zabývají uplatněním teorie a výzkumu ke zlepšení kvality života lidí a rozvíjení plného potenciálu každého jednotlivce, skupin a společenství. Rolí fakulty je také aktivně sledovat a komentovat společenské dění v oblastech jejího zájmu. Činnost fakulty je založena na hodnotách a etických principech, které souvisí s její orientací na sociální obory. Těmito hodnotami jsou lidská důstojnost a respekt k lidským právům, sociální spravedlnost, soudržnost a solidarita, odbornost a profesní integrita.

### Fakulta umění
Fakulta byla založena 1. srpna 2007. Historie Fakulty umění sahá do roku 1991, kdy byla - jako výraz potřeby umělecko-teoretického studia univerzitního typu – při Pedagogické fakultě zřízena dvě umělecky zaměřená pracoviště: Katedra výtvarné tvorby a Umělecko pedagogická katedra (UPK- hudební obor). Jejich profilace od počátku akcentovala zejména volnou tvorbu, respektive hudební interpretaci, čímž se programově vzdalovala tradičnímu pojetí kateder pedagogických fakult, připravujících absolventy v první řadě k působení na poli edukativních činností. Potvrzením tohoto směřování se v roce 2001 stala transformace obou kateder do podoby Institutu pro umělecká studia, jehož šestiletá činnost bezprostředně předcházela vzniku fakulty 1. srpna 2007. To představovalo významný krok vpřed pro rozsah studijních programů univerzity. Fakulta se stala jedinou institucí v České republice, která začala nabízet bakalářské a magisterské studium v oboru hudební umění. Jako dynamická a sebevědomá instituce, hraje dnes Fakulta umění hlavní roli při reprezentování Ostravské university před širokou veřejností.

### Lékařská fakulta
Prvotní historie Lékařské fakulty je datována rokem 1993, kdy byla na Ostravské univerzitě založena Zdravotně sociální fakulta cíleně zaměřená na vzdělávání absolventů pro zdravotnické a sociální profese.
Výuka na fakultě byla zahájena v zimním semestru 1993 ve třech bakalářských studijních oborech - léčebná rehabilitace a fyzioterapie, sociálně zdravotní a geriatrická péče a obor funkční a laboratorní vyšetřování ve zdravotnictví. Od roku 1995 pak bylo zahájeno studium v magisterském oboru sociální práce se zdravotnickým profilem. Vznik Zdravotně sociální fakulty se v dalších letech ukázal být správným krokem pro vzdělávání zdravotnických a sociálních pracovníků na vysokoškolské úrovni. Vývoj ve světě toto rozhodnutí jako správné jen potvrdil - počty podobných fakult rostly a naši studenti tak měli možnost si v rámci mezinárodních studentských programů vyzkoušet studium v jiných zemích Evropské unie. Úspěšnou akreditací studijního programu Všeobecné lékařství v dubnu 2010 začíná nová éra rozvoje fakulty. V této souvislosti byla zaregistrována na MŠMT ČR změna Statutu Ostravské univerzity v Ostravě ve smyslu změny názvu Fakulty zdravotnických studií na Lékařskou fakultu Ostravské univerzity v Ostravě. Lékařská fakulta se zaměřuje na přípravu vysokoškolsky vzdělaných zdravotnických odborníků v souladu s požadavky Evropské unie.

Vlajka Ostravské univerzity

### Filozofická fakulta
Fakulta byla založena roku 1991. Historie Filozofické fakulty začíná v roce 1990, kdy děkan Pedagogické fakulty v Ostravě prof. Jaroslav Hubáček jmenoval doc. Eva Mrhačovou a prof. Lumíra Dokoupila garanty zpracování projektu Filozofické fakulty budoucí univerzity. Nově vytvořené studijní programy nacházely inspiraci v zahraničních vzorech, byly však obohaceny o cyklus Kořeny evropského myšlení, který měl odstranit mezery ve vzdělávání české mládeže v minulých desetiletích. Na sklonku léta 1990 tak vznikají první dvě nové fakulty budované Ostravské univerzity – Přírodovědecká a Filozofická, které stavěly na základech humanitních a přírodovědných oborů Pedagogické fakulty v Ostravě, konkrétně na oboru bohemistika, historie, rusistika a polonistika. Tyto doplňovaly dva obory s kratší tradicí – anglistika a germanistika.

### Pedagogická fakulta
Fakulta vznikla na základě zákona číslo 314/1991 Sb. sloučením Pedagogické fakulty v Ostravě s Ostravskou univerzitou. Pedagogické fakultě Ostravské univerzity náleží pevné místo mezi fakultami vysokých škol České republiky zaměřenými zejména na přípravu budoucích učitelů a pedagogických pracovníků. Základním principem jejího rozvoje jako vzdělávací instituce moderního typu je orientace směrem od kvantity ke kvalitě a naplňování vzdělávacího, výzkumného a celoživotního strategického profilu. Se zřetelem na vnější dynamické faktory je připravena flexibilně volit nové adaptační strategie dotýkající se struktury fakulty, modelu řízení vzdělávací, vědecké a tvůrčí činnosti, řízení zdrojů a personální práce.

### Přírodovědecká fakulta
Fakulta byla založena 1. října 1991. Základ pedagogické a vědecké činnosti pracovníků Přírodovědecké fakulty OU byl položen již v roce 1990, kdy na půdě tehdejší Pedagogické fakulty v Ostravě proběhlo generální výběrové řízení na obsazení míst na všechny připravované fakulty. Na Přírodovědecké fakultě OU šlo o místa na katedrách matematiky, informatiky a počítačů, fyziky, chemie, biologie a geografie. V dalších letech došlo v organizační struktuře k některým změnám, které však jen doplňovaly počáteční stav. Katedra geografie se rozdělila na katedru fyzické geografie a geoekologie a na katedru sociální geografie a regionálního rozvoje a katedra biologie změnila svůj název na katedru biologie a ekologie a pod svůj patronát převzala Botanickou zahradu.

### Evropský výzkumný institut sociální práce
Evropský výzkumný institut sociální práce (EVIS) vznikl v roce 2007 spoluprací Fakulty sociálních studií Ostravské univerzity, Katolické univerzity Eichstätt-Ingolstadt, Univerzity Hertfordshire, Katolické univerzity Lille, Univerzity Kuopio, Univerzity v Trnavě a Katolické vysoké odborné školy Kolín nad Rýnem. Účelem EVIS je realizovat v partnerských zemích i mimo ně výzkumné projekty a vytvářet vzdělávací materiály pro studijní programy sociální práce.

### Ústav pro výzkum a aplikace fuzzy modelování
Ústav pro výzkum a aplikace fuzzy modelování zkoumá teoretické základy pokročilých metod zpracování informací zatížených neurčitostí a vyvíjí nástroje pro modelování systémů, pro jejichž popis jsou k dispozici informace zatížené neurčitostí.

### Institut zahraničních studií
Funkcí Institutu zahraničních studií je převážně připravovat, koordinovat a organizačně zabezpečovat činnost zahraničních detašovaných pracovišť OU, podílejících se na výuce akreditovaných studijních programů OU v cizích jazycích pro zahraniční studenty.

### Univerzitní knihovna
Univerzitní knihovna Ostravské univerzity (UK OU) je veřejnou knihovnou se specializovanými fondy a informačními zdroji tematicky odpovídající základní profilaci fakult. Knihovna se skládá z hlavní budovy na Bráfově ulici a z 5 fakultních studoven (filozofická, přírodovědecká, pedagogická, lékařská a fakulta umění).

## Rektoři univerzity
| tituly, jméno a příjmení rektora   | funkční období | jmenoval     |
| ---------------------------------- | -------------- | ------------ |
| prof. PhDr. Jaroslav Hubáček, CSc. | 1991 – 1995    | Václav Havel |
| prof. RNDr. Jiří Močkoř, DrSc.     | 1995 – 2001    | Václav Havel |
| doc. Ing. Petr Pánek, CSc.         | 2001 – 2004    | Václav Havel |
| doc. RNDr. Vladimír Baar, CSc.     | 2004 – 2007    | Václav Klaus |
| prof. RNDr. Jiří Močkoř, DrSc.     | 2007 – 2015    | Václav Klaus |
| prof. MUDr. Jan Lata, CSc.         | 2015 – 2023    | Miloš Zeman  |
| doc. Mgr. Petr Kopecký, Ph.D.      | 2023 – dosud   | Miloš Zeman  |